# Xabier Etxebarria
Xabier Etxebarria Larrabide (Igorre, 20 luglio 1987) è un ex calciatore spagnolo, di ruolo difensore.

## Carriera
Ha debuttato in Primera División il 7 dicembre 2008 durante la partita Racing Santander-Athletic Bilbao (0-1).